# Вулиця Композитора Лятошинського
Вулиця Композитора Лятошинського — вулиця в Голосіївському районі міста Києва, житловий масив Теремки-2. Пролягає від Кільцевої дороги до вулиці Дмитра Луценка.
Прилучається вулиця Василя Касіяна та Докії Гуменної.

## Історія
Вулиця виникла в 70-х роках XX століття під час будівництва житлового масиву Теремки-II під назвою 4-та Нова. Сучасна назва на честь композитора Бориса Лятошинського — з 1978 року. 
Основна забудова вулиці відбулась у 1979 — 1980 роках. Враховуючи, що вулиця збудована в якості дублера Кільцевої дороги, між ними розміщена смуга зелених насаджень, а найближчі будинки розміщено торцем до вулиці з метою поглинання шуму.

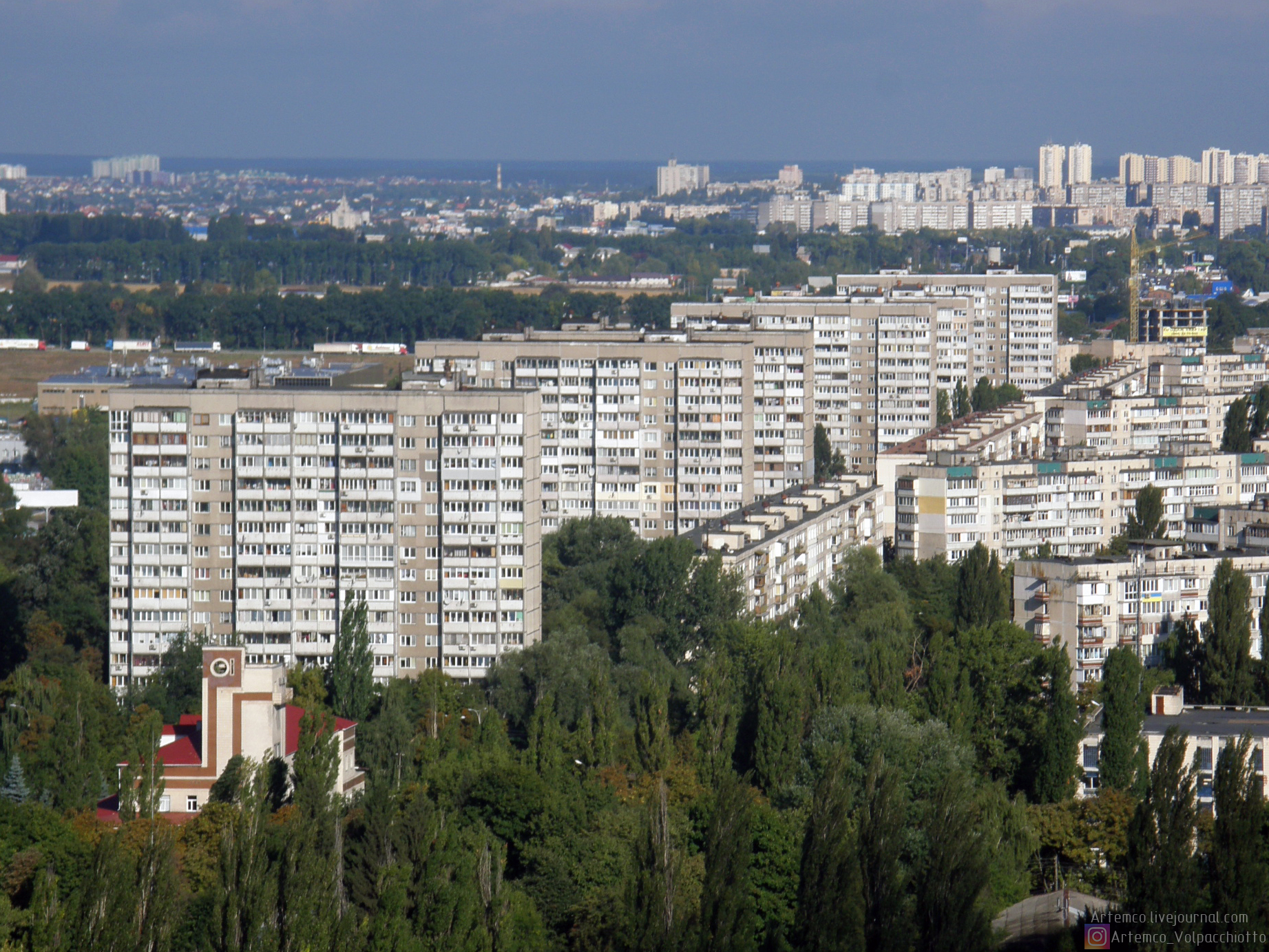
Будинки серії КТ на Теремках-2

## Установи та заклади
- Відділення зв'язку № 191 (буд. № 4)
- Бібліотека ім. М. П. Стельмаха (буд. № 26-Г)
- Бібліотека № 142 для дітей (буд. № 26-Г)